# Pseudogaurotina excellens
Pseudogaurotina excellens är en skalbaggsart som först beskrevs av Brancsik 1874.  Pseudogaurotina excellens ingår i släktet Pseudogaurotina och familjen långhorningar.
Artens utbredningsområde är Ukraina. Inga underarter finns listade i Catalogue of Life.